# Cool (Texas)
Cool es una ciudad ubicada en el condado de Parker en el estado estadounidense de Texas. En el Censo de 2010 tenía una población de 157 habitantes y una densidad poblacional de 36,72 personas por km².

## Geografía
Cool se encuentra ubicada en las coordenadas 32°47′54″N 98°0′44″O / 32.79833, -98.01222. Según la Oficina del Censo de los Estados Unidos, Cool tiene una superficie total de 4.28 km², de la cual 4.27 km² corresponden a tierra firme y (0.18%) 0.01 km² es agua.

## Demografía
Según el censo de 2010, había 157 personas residiendo en Cool. La densidad de población era de 36,72 hab./km². De los 157 habitantes, Cool estaba compuesto por el 96.18% blancos, el 0% eran afroamericanos, el 0.64% eran amerindios, el 0% eran asiáticos, el 0% eran isleños del Pacífico, el 1.27% eran de otras razas y el 1.91% pertenecían a dos o más razas. Del total de la población el 14.01% eran hispanos o latinos de cualquier raza.